# Pont Arthur-Branchaud
Le pont Arthur-Branchaud est un pont routier qui relie Belœil à Mont-Saint-Hilaire en enjambant la rivière Richelieu. Il dessert ainsi la région administrative de la Montérégie et est un élément essentiel de l'axe autoroutier Montréal - Québec par la rive sud du fleuve Saint-Laurent.

## Description
Le pont est emprunté par l'autoroute 20 et la route Transcanadienne. Il comporte quatre voies de circulation, soit deux voies par direction, lesquelles sont séparées par un muret central en béton.
En plus de la rivière, le pont enjambe les routes 223 (rive gauche) et 133 (rive droite). Des échangeurs (sorties 112 et 113) permettent de relier ces deux routes au pont.
On estime que 57 000 véhicules empruntent le pont chaque jour, soit une moyenne annuelle de 20,8 millions de véhicules. Cela en fait le pont le plus achalandé de la rivière Richelieu.

## Toponymie
Le pont est nommé en l'honneur d'Arthur Branchaud (1910-1972), ingénieur québécois qui a occupé le poste d'ingénieur en chef au ministère des Transports du Québec (auparavant « Ministère de la Voirie ») et qui a été l'initiateur du projet de l'autoroute 20.